# Distrito de Mikatakaminaka (Fukui)
El distrito de Mikatakaminaka (三方上中郡 Mikatakaminaka-gun?) es un distrito localizado en la prefectura de Fukui, Japón. En octubre de 2019 tenía una población estimada de 14.211 habitantes y una densidad de población de 79,6 personas por km². Su área total es de 178,49 km².

## Localidades
- Wakasa